# Fred & cie
Fred & cie était un magazine culturel télévisé québécois mettant en scène des marionnettes, et diffusée du lundi au jeudi à 19 heures entre le 6 juin 1994 et le 7 juillet 1994 à la Télévision de Radio-Canada. L'émission a été annulée après seulement 5 semaines de diffusion.

## Concept
Fred & cie était une émission culturelle québécoise animée uniquement par des marionnettes. Son mandat était de couvrir les activités culturelles de manière divertissante et amusante. Chaque épisode était présenté par deux marionnettes, tandis que quatre autres marionnettes agissaient en tant que reporters couvrant l'actualité culturelle au Québec.

## Fiche technique
- Titre original : Fred & cie
- Réalisation : Pierre Séguin
- Producteur : Jean Leclerc
- Scénario : Guy Bonnier, Denis Sabouret, Benoît Chartier, Michel Icart
- Création des marionnettes : Norbert Lemire
- Conception des marionnettes : Twins F/X
- Recherchiste : Marie-Hélène Roy
- Société de production: 2T3M télévision inc.
- Langue originale : français
- Pays de production :  Canada

## Distribution

### Personnages
- Fred : animateur
- Miss Lana : co-animatrice
- Madame B. : chroniqueuse
- Manhattan Ronnie : chroniqueur
- Bobbie Bourbon : chroniqueur
- Victor Rose : chroniqueur

### Marionnettistes
- Sylvie Comtois
- Michel Ledoux
- Michel Ranger
- André Meunier
- France Chevrette
- Michel Fréchette
- Lise Gascon

## Historique

### Genèse deFred & cie
En septembre 1993, Guy Bonnier and Denis Sabouret ont l'idée de Fred & cie. Ils rencontrent Jean Leclerc de la maison de production 2T3M télévision inc.. Ils ont en tête une émission hebdomadaire.
Quelques semaines plus tard, Leclerc soumet des textes, des dessins et des décors à Radio-Canada pour intéresser le diffuseur au projet.

### Remplacement deL'enfer c'est nous autres
En février 1994, Julie Snyder annonce une pause estivale pour son émission L'enfer, c'est nous autres, diffusée en continu depuis juin 1992. Radio-Canada lance un appel d'offres pour trouver une émission de remplacement. Elle contacte 2T3M télévision inc. et leur demande de soumettre une émission pilote. Radio-Canada reçoit également trois autres projets. 
L'émission choisie était prévue pour durer uniquement un été, mais Radio-Canada exprime son intention de la reconduire si elle était bien accueillie par le public et atteignait des cotes d'écoute élevées, comme cela avait été le cas pour l'émission de Snyder.
En mars 1994, les responsables du service des variétés de Radio-Canada regardent le pilote. À la mi-avril, Leclerc a appris que son projet est retenu. Les responsables ont aimé le projet, mais proposent certains changements. Ils n'aiment pas les courts sketches en début d'émission. Ils préfèrent que l'émission commence directement par de l'information culturelle. Aussi, les voix choisies pour les marionnettes ne plaisent pas au diffuseur.

### Dévoilement deFred & cie
Le 25 mai 1994, lors du lancement de la programmation d'été de Radio-Canada, on annonce que l'émission culturelle Fred & cie remplace L'enfer, c'est nous autres à partir de juin. Diffusée du lundi au jeudi, l'émission sera animée par le duo de marionnettes Fred et Miss Lana. 
Lors de la présentation du concept aux journalistes, ces derniers ont immédiatement comparé les marionnettes à Gérard D. Laflaque et aux Guignols de l'info, tout en manifestant leur méfiance vis-à-vis de la proposition. Radio-Canada se veut rassurant et assure que l'émission serait meilleure que ce qu'ils ont vu lors du lancement.

### Changements tardifs
Le 31 mai 1994, une semaine avant la diffusion de l'émission, les producteurs décident de changer les voix des marionnettes, les jugeant trop caricaturales. Le lendemain, deux groupes de spectateurs voient le pilote de l'émission. Leurs commentaires sont accablants. Jean Leclerc comprend que l'idée d'avoir des marionnettes en studio pouvait poser problème. Mais, selon Leclerc, il est déjà trop tard :

« Nous avons effectué, rapidement, beaucoup de changements. Mais ce n'était tout simplement pas suffisant. [...] J'ai alors pensé que la formule téléjournal en studio n'était peut-être pas assez estivale. »

— Jean Leclerc, Le Devoir
La première de Fred & cie a lieu le 9 juin 1994 à 19h.  

## Accueil

### Cotes d'écoute
La première de Fred & cie a attiré 600 000 auditeurs. Au cours de la première semaine, les audiences ont diminué pour se situer entre 230 000 et 330 000 auditeurs par émission. Les semaines suivantes, la moyenne d'audience était de 240 000 auditeurs.

### Accueil critique
Fred & cie reçoit des critiques négatives non seulement de la part des médias québécois, mais également du public. Selon Radio-Canada, entre 25 et 30 appels téléphoniques par jour sont reçus de la part des auditeurs qui expriment leur mécontentement envers l'émission.

« Avec Fred, Radio-Canada a dérapé des deux côtés à la fois. Sous prétexte de le séduire, elle a sous-estimé son public, descendant plus bas dans l'indigence qu'aucune télé privée le moindrement branchée sur son auditoire ne pourrait se le permettre. Elle a failli, tant sur le plan de la qualité que sur celui des cotes d'écoute. »

— Agnès Gruda, La Presse

« Remarquez que n'importe quoi pourrait remplacer Fred et cie. Au fond, Radio-Canada pourrait aussi bien laisser les marionnettes là tout l'été. Notre réseau national va se ridiculiser, mais au moins on va avoir la paix, sachant qu'en ne regardant pas Fred, on ne manque rien. Personne le lendemain pour nous dire «as-tu vu hier soir?» »

— Louise Cousineau, La Presse

## Annulation de l'émission

### Changements majeurs pourFred & cie
Le 15 juin 1994, alors que les audiences chutent considérablement, les deux auteurs-concepteurs Guy Bonnier et Denis Sabouret démissionnent. Ils sont remplacés par Benoît Chartier, un scénariste qui a notamment travaillé avec Michel Courtemanche.
L'équipe de Fred & cie décide également de procéder à quelques changements. Tout d'abord, la marionnette de Miss Lana, le personnage le moins apprécié des téléspectateurs, est mise en congé temporaire. L'équipe profite de cette occasion pour revoir le personnage.
D'autres changements à la formule de l'émission sont annoncés pour le 24 juin 1994. L'équipe souhaite créer un mélange hybride entre des marionnettes et des humains qui joueraient chacun leur rôle.

### Remplacement deFred & cie
Malgré les changements, Radio-Canada annonce le retrait de l'émission le 30 juin 1994. Elle est remplacée par une version estivale du jeu télévisé Que le meilleur gagne, animé par Gregory Charles, qui débute le 11 juillet 1994.
Le 6 juillet 1994, pour promouvoir le retour de Que le meilleur gagne, Radio-Canada produit une publicité dans laquelle on peut voir Gregory Charles demander au public ce qui a fait le plus parler durant l'été : la météorite de Saint-Robert, la canicule, l'éclipse ou Fred & cie. Il affirme que la réponse est Fred & cie. Il précise ensuite que le prix est un voyage aller simple. Puis, les spectateurs découvrent que les marionnettes de Fred & cie sont les gagnantes du voyage. Jean Leclerc autorise Radio-Canada à utiliser ses cinq marionnettes pour la promotion. 
La dernière émission de Fred & cie est diffusée le 7 juillet 1994.